# Völkerschlachtdenkmal (Meilendorf)

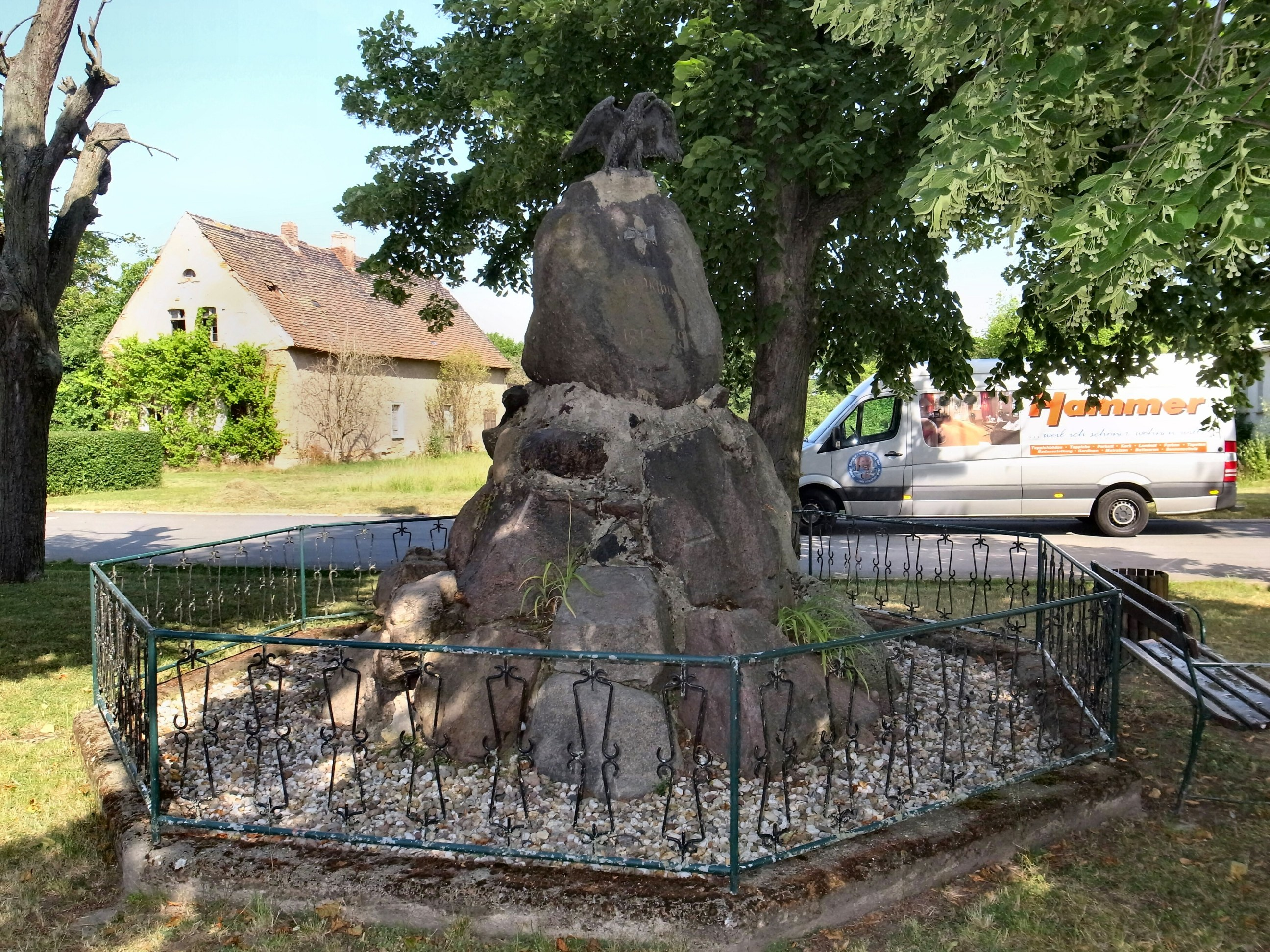
Ansicht von Westen

Das Völkerschlachtdenkmal von Meilendorf ist ein Gedenkstein in der Stadt Südliches Anhalt im Landkreis Anhalt-Bitterfeld in Sachsen-Anhalt. Das Kleindenkmal steht unter Denkmalschutz und ist im Denkmalverzeichnis mit der Erfassungsnummer 094 97226 als Baudenkmal eingetragen.

## Lage und Gestalt
Etwas aufwendiger als in anderen Dörfern im Umfeld von Köthen präsentiert sich das Völkerschlachtdenkmal von Meilendorf. Es steht westlich der Kirche im Dorfzentrum und wird von einem Zaun im Achteck eingefasst. In einem Kiesbett wurden Findlinge gestapelt, auf denen ein größerer Stein senkrecht aufgerichtet steht und als Inschriftstein dient. Auf diesem finden sich ein Eisernes Kreuz und die Worte 18. Oktbr. / 1813–1913. Bekrönt wird die kleine Gedenkanlage, die anlässlich des 100. Jahrestages der Völkerschlacht bei Leipzig entstand, von einer steinernen Adlerskulptur. Wie die meisten Völkerschlacht-Denkmäler zählt auch dieses Exemplar zum Grenzbereich der Kriegerdenkmäler.